# Кузница и вагонный цех Квасдорфа
Кузница и вагонный цех Квасдорфа, ныне известная как Музей «Кузница и вагонный цех Квасдорфа», — историческое здание, расположенное в Даусе, штат Айова, США. Мастерская была построена в 1899 году и использовалась до 1990 года. В 1990 году владелец здания Фрэнк Квасдорф завещал его Историческому обществу Дауса.

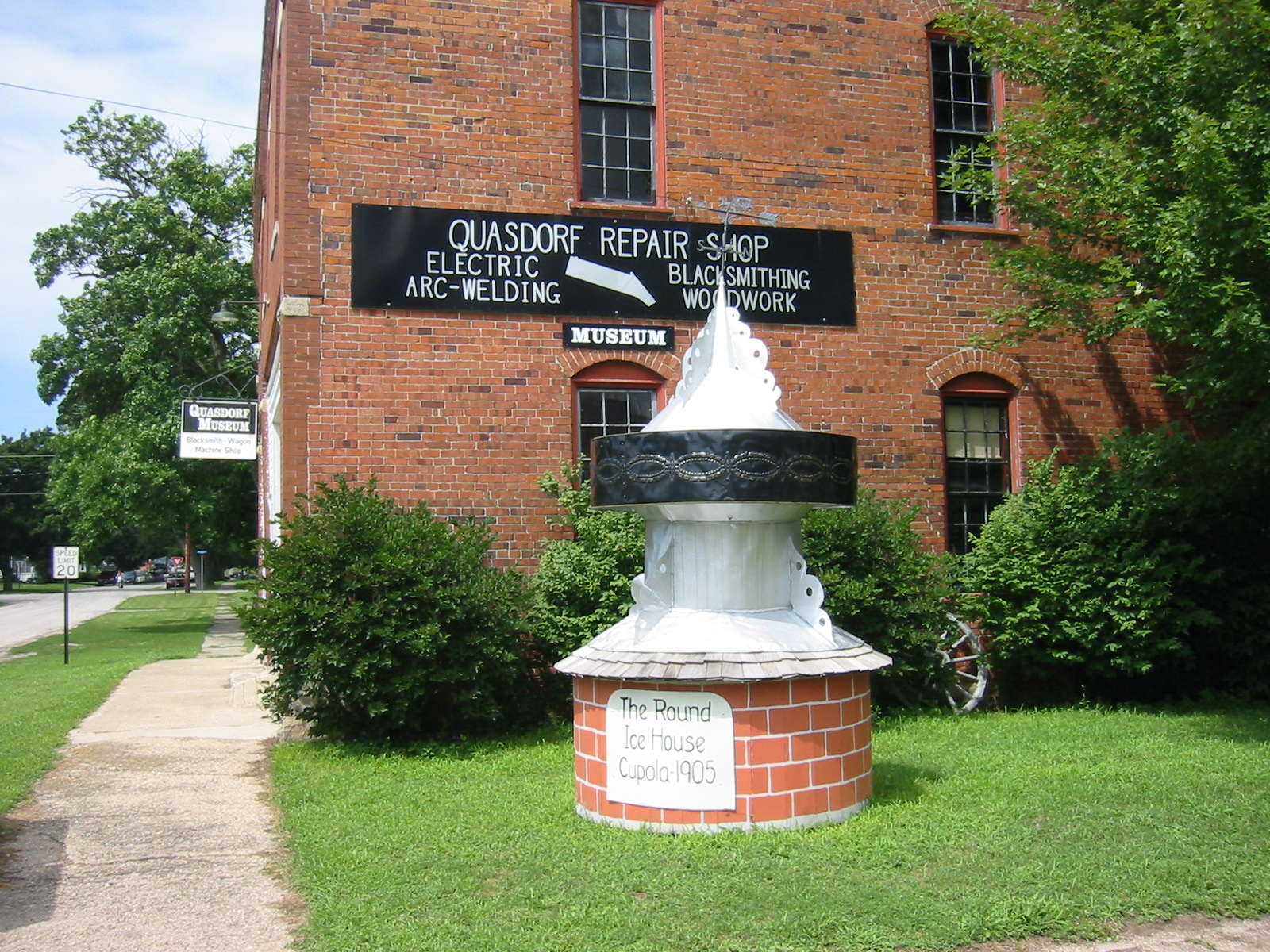
Вид на западную стену здания

Здание было отреставрировано и вновь открыто как музей. В музее представлены станки, инструменты, ременное и электрическое сварочное оборудование, оригинальные колеса для повозок, кузнечные принадлежности, кузница и мехи. Многие из экспонатов принадлежат зданию и семье Квасдорф.